# Holochilus brasiliensis
Holochilus brasiliensis е вид малък южноамерикански гризач от семейство Хомякови (Cricetidae).

## Разпространение и местообитание
Видът е разпространен в източните части на Бразилия, Парагвай и Аржентина както и в Уругвай. Гризачът води полуводен начин на живот и живее в ниските блатисти райони и галерийни гори.

## Хранене
Храни се с нежните части на растенията.

## Размножаване
Периодът на възпроизводство зависи от дъждовете, но обикновено се пада между пролетта и края на лятото. Ражда по 3 – 6 малки.